# サンデー・ラジオクリニック
サンデー・ラジオクリニックは、青森放送（RAB）で放送のラジオ番組である。
放送時間は毎週日曜 8:50〜9:00。

## 出演者

### パーソナリティー
- 今村憲市（弘前市 今村クリニック院長）
- 石坂直子

## 概要
- 「石坂直子」がきき手になって、弘前市今村クリニック院長の「今村憲市」[1]がいろいろな病気についてその原因と治療方法について解説をする番組。